# Kennebunk (Maine)
Kennebunk es un pueblo ubicado en el condado de York en el estado estadounidense de Maine. En el Censo de 2010 tenía una población de 10.798 habitantes y una densidad poblacional de 95,05 personas por km².

## Geografía
Kennebunk se encuentra ubicado en las coordenadas 43°22′49″N 70°33′14″O / 43.38028, -70.55389. Según la Oficina del Censo de los Estados Unidos, Kennebunk tiene una superficie total de 113.61 km², de la cual 90.77 km² corresponden a tierra firme y (20.1%) 22.84 km² es agua.

## Demografía
Según el censo de 2010, había 10.798 personas residiendo en Kennebunk. La densidad de población era de 95,05 hab./km². De los 10.798 habitantes, Kennebunk estaba compuesto por el 96.92% blancos, el 0.4% eran afroamericanos, el 0.21% eran amerindios, el 1.04% eran asiáticos, el 0.04% eran isleños del Pacífico, el 0.25% eran de otras razas y el 1.15% pertenecían a dos o más razas. Del total de la población el 0.98% eran hispanos o latinos de cualquier raza.